# Notfallschutz
Unter Notfallschutz werden im Bereich der Kernkraftwerk-Sicherheit Maßnahmen im Falle von schweren Unfällen verstanden, die entweder die Milderung einer bereits im Gang befindlichen Kernschmelze durch technische Not-Maßnahmen innerhalb des betroffenen Kraftwerks(-Blocks) bezwecken, oder dann den Kraftwerks-externen Schutz der Bevölkerung sicherstellen sollen.

## Interner Notfallschutz
Die Maßnahmen werden in der engl. Fachsprache als Accident Management bezeichnet und haben zum Ziel, den im Gang befindlichen Kernschmelz-Vorgang so schnell wie möglich zu beenden und die Freisetzung von Radioaktivität in die Umgebung so gering wie möglich zu halten. Es handelt sich z. B. um die improvisierte Einspeisung von außerhalb des Kraftwerks befindlichen Wasser-Ressourcen mit Hilfe von mobilen Feuerwehrpumpen oder Tanklöschfahrzeugen (siehe etwa unter Nuklearkatastrophe von Fukushima). Es gehört dazu aber auch z. B. der präventiv vorbereitete Einsatz von Rekombinatoren, die eine Wasserstoff-Explosion allenfalls verhindern können. Die Notfall-Handlungsanweisungen für das Personal im Bereich des internen Notfallschutzes sind in den Severe Accident Management Guidances (SAMG) niedergeschrieben.

## Externer Notfallschutz
Hier handelt es sich in weiten Teilen um Maßnahmen des allgemeinen Katastrophenschutzes, ergänzt durch spezifisch für Nuklearunfälle erforderliche Vorkehrungen. Darunter fallen Evakuierung der durch die radioaktive Wolke betroffenen Bevölkerungsteile (in der Schweiz ggf. auch Schutzraum-Bezug), Einnahme von Tabletten zur sogenannten Iodblockade, Lebensmittel-Verzehrverbote. Zur Disposition dieser Maßnahmen stehen den Behörden verschiedene technische Hilfsmittel zur Verfügung: Nebst Sirenen zur Alarmierung auch Sonden des ODL-Messnetz zur Messung der freigesetzten Radioaktivität in der Umwelt, Informatik-Hilfsmittel zur ungefähren Abschätzung des Kernzustandes, numerische Modelle zur präventiven Abschätzung der Ausbreitung (z. B. Richtung, Größenordnung) der freigesetzten radioaktiven Wolke.